# Cunkovci
Cunkovci so naselje v Občini Gorišnica. Je majhno naselje. Prelepa vas. Veliko novih gradenj.